# 克特馬諾沃區

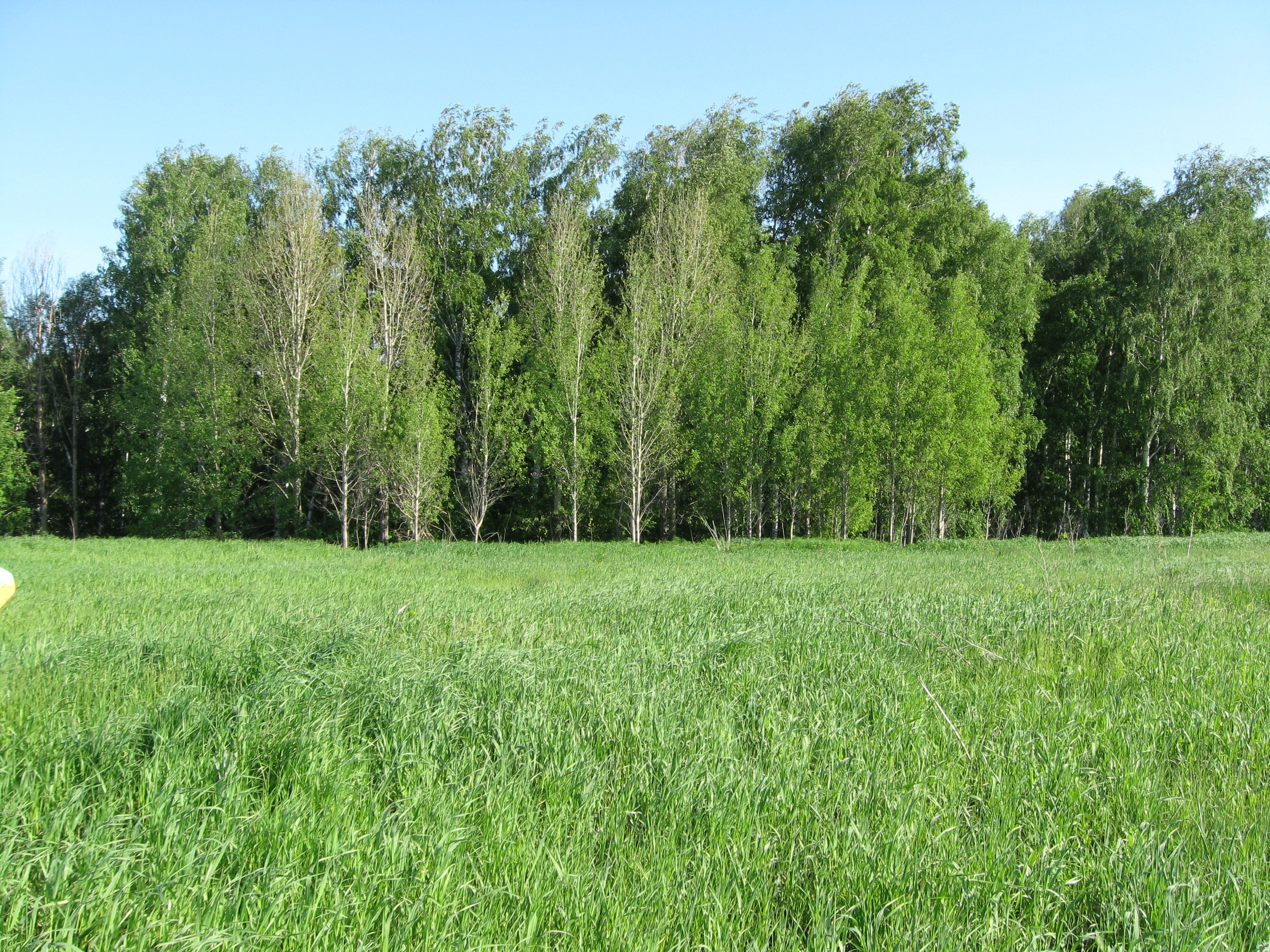

53°28′N 85°28′E / 53.467°N 85.467°E
克特馬諾沃區（俄语：Кытмановский район），是俄羅斯的一個區，位於該國南部，由阿爾泰邊疆區負責管轄，面積2,550平方公里，2010年人口13,896，人口密度每平方公里5.45人。